# Jenő Gergely

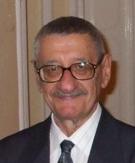
Prof. Dr. Jenő Gergely

Jenő Gergely (* 10. März 1944 in Tényő; † 10. Dezember 2009 in Budapest) war ein ungarischer Historiker, seit 1990 Professor für Geschichte der Neuzeit und Leiter des Doktorandenkollegs für Geschichtswissenschaften an der Loránd-Eötvös-Universität.

## Leben
Nach dem Abschluss seiner Studien arbeitete er ab 1968 an der Loránd-Eötvös-Universität in Budapest. Ab 1975 war er als Universitätsdozent, seit 1995 als ordentlicher Universitätsprofessor mit Lehrstuhl tätig. Ab dem Jahre 1997 versah er bis zu seinem Tod auch die Leitung des Doktorandenkollegs für Geschichtswissenschaften.
Im Jahre 1974 erwarb er den akademischen Grad Kandidat der Wissenschaften (C.Sc.) und im Jahre 1991 den Doktor der Ungarischen Akademie der Wissenschaften (D.Sc.).
Zwischen 1994 und 1997 sowie 2001 und 2004 war er Vorsitzender des Religionswissenschaftlichen Fachausschusses des Doktorates bei der Ungarischen Akademie der Wissenschaften. In den Jahren zwischen 1997 und 2000 wurde seine Forschertätigkeit mit dem Professor-Stipendium Széchenyi ausgezeichnet.
Als sein Forschungsgebiet galt die Kirchengeschichte Ungarns, mit Schwerpunkt 19. und 20. Jahrhundert. Er trug zur differenzierten und ausgewogenen Beurteilung zahlreicher historischer Persönlichkeiten, so des ungarischen Erzbischofs und Primas József Mindszenty oder des ehemaligen Ministerpräsidenten Gyula Gömbös bei. Zudem beschäftigte er sich mit der Politikgeschichte der Neuzeit in Ungarn, wobei er mehrere Forschungsgruppen zum Thema Parteien und Parteiprogramm, sowie Autonomien und Interessenvertretungen leitete. Er war Verfasser von zwei dutzend eigenständigen Bänden sowie Teilnehmer an wissenschaftlichen Tagungen.
Er war verheiratet und hatte einen Sohn.

## Veröffentlichungen (Auswahl)
- A keresztényszocializmus Magyarországon 1903-1923. /Die christlich-soziale Idee in Ungarn 1903-1923./ Budapest, Akadémiai Kiadó, 1977.
- A pápaság története. /Die Geschichte des Papsttums./ Budapest, Kossuth Könyvkiadó, 1982.
- A trianoni Magyarország. /Ungarn nach Trianon./ Budapest, Vince Kiadó, 1999.
- A huszadik század története. /Die Geschichte des zwanzigsten Jahrhunderts./ Budapest, Pannonica Kiadó, 2000.
- Konfessionen und Nationalitäten Ungarns in der Zeit des Dualismus (1867-1918). In: Churches - states - nations in the Enlightenment and in the nineteenth century. Ed. Filipowicz, Mirosław. (Proceedings of the Commission Internationale d’Histoire Ecclésiastique Comparée. Bd. 4. Lublin, 1996)
- The Relations between Hungary and the Apostolic Holy See (1918-1990). In: A thousand years of Christianity in Hungary. Ed.  Zombori, István - Adriányi, Gabriel. Budapest, Hungarian Catholic Episcopal Conference, 2001.
- A Mindszenty-per. /Der Prozess von Mindszenty./ Budapest, Kossuth Kiadó, 2001.
- Magyarország a századfordulótól az ezredfordulóig. Száz év magyar történelme: 1896-2000. /Ungarn von der Jahrhundertwende bis zur Jahrtausendwende. Die Geschichte von hundert Jahren: 1896-2000./ Budapest, 2004.
- Magyarországi pártprogramok, 1867-1998. /Parteiprogramme in Ungarn 1867-1998./ Budapest, ELTE Eötvös Kiadó, 2005. (Hrsg.)
- Being Hungarian Christian European. Budapest, ELTE - L’Harmattan, 2006.
- Autonomien in Ungarn. Budapest, L’Harmattan, 2006. (Hrsg.)
- A keresztényszindikalizmus a XIX-XX. században. /Der christliche Syndikalismus im 19-20. Jahrhundert./ Budapest, MTA, 2007.